# تیموا، استان مجارستان کوچکتر
تیموا، استان مجارستان کوچکتر (به لاتین: Tymowa, Lesser Poland Voivodeship) یک منطقهٔ مسکونی در لهستان است که در Gmina Czchów واقع شده‌است.